# Берегвар (усадьба)
Берегвар (укр. Палац графів Шенборнів, нем. Schloß Beregvár) — бывшая резиденция и охотничий дом графов Шёнборнов, а с 1946 года — санаторий «Карпаты». Расположен в селе Карпаты (Мукачевский район, Закарпатская область). По состоянию на 2011 год принадлежит ЗАО «Укрпрофздравница».
Охотничья усадьба была обустроена графом Эрвином Фридрихом Шёнборн-Бухгаймом в 1890—1895 годах на землях, изъятых у мятежного венгерского магната Берчени и переданных 31.07.1728 императором Карлом VI в наследственное владение архиепископу Лотару Францу Шёнборну. Последний, не имея детей, отписал закарпатскую доминию своему кузену Фридриху Карлу Шёнборну.
Возле дворца по указанию графа разбит сад-дендрарий (ныне Парк санатория «Карпаты») с декоративным озером в центре. Высажены редкие породы деревьев — самшит, катальпа, сосна Веймута, канадская ель, японская вишня (сакура), розовый бук, итальянская глиница; кустарников — дейция, гортензия и тому подобное. В дворцовом парке установлены закладной памятный знак (с надписью на венгерском языке) и две скульптурные композиции — «Олень» и «Медведица с медвежонком». Очертания выкопанного в конце XIX века пруда (по замыслу владельца парка) условно воспроизводят карту Австро-Венгрии.
Сам охотничий замок выдержан в духе романтической эклектики, то есть сочетает различные средневековые мотивы (романские и готические). Оригинальность дворца ещё и в том, что он имеет 365 окон (количество дней в году), 52 дымохода (количество недель в году), 12 входов (как месяцев в году). Замок украшен богатым декором (барельефы, флюгеры, витражи) на тему родовой геральдики графов Шёнборнов; над входом — башенные часы с курантами.
В конце XIX века изображение замка-дворца присутствовало на общественной печати соседнего городка Чинадиево (Сент-Миклош).
В 1945 году земля и имения были национализированы, а охотничий замок Шёнборнов стал санаторием «Карпаты». Часть интерьера дворца (мебель, другие ценные вещи) передана в фонды Ужгородского краеведческого музея.
Отдых в санатории рекомендован пациентам с сердечно-сосудистыми и неврологическими заболеваниями. С 2010 года здесь организовано отделение реабилитации заболеваний опорно-двигательного аппарата и отделение лечения желудочно-кишечного тракта. Есть отделение патологии беременности женщин.

## Галерея

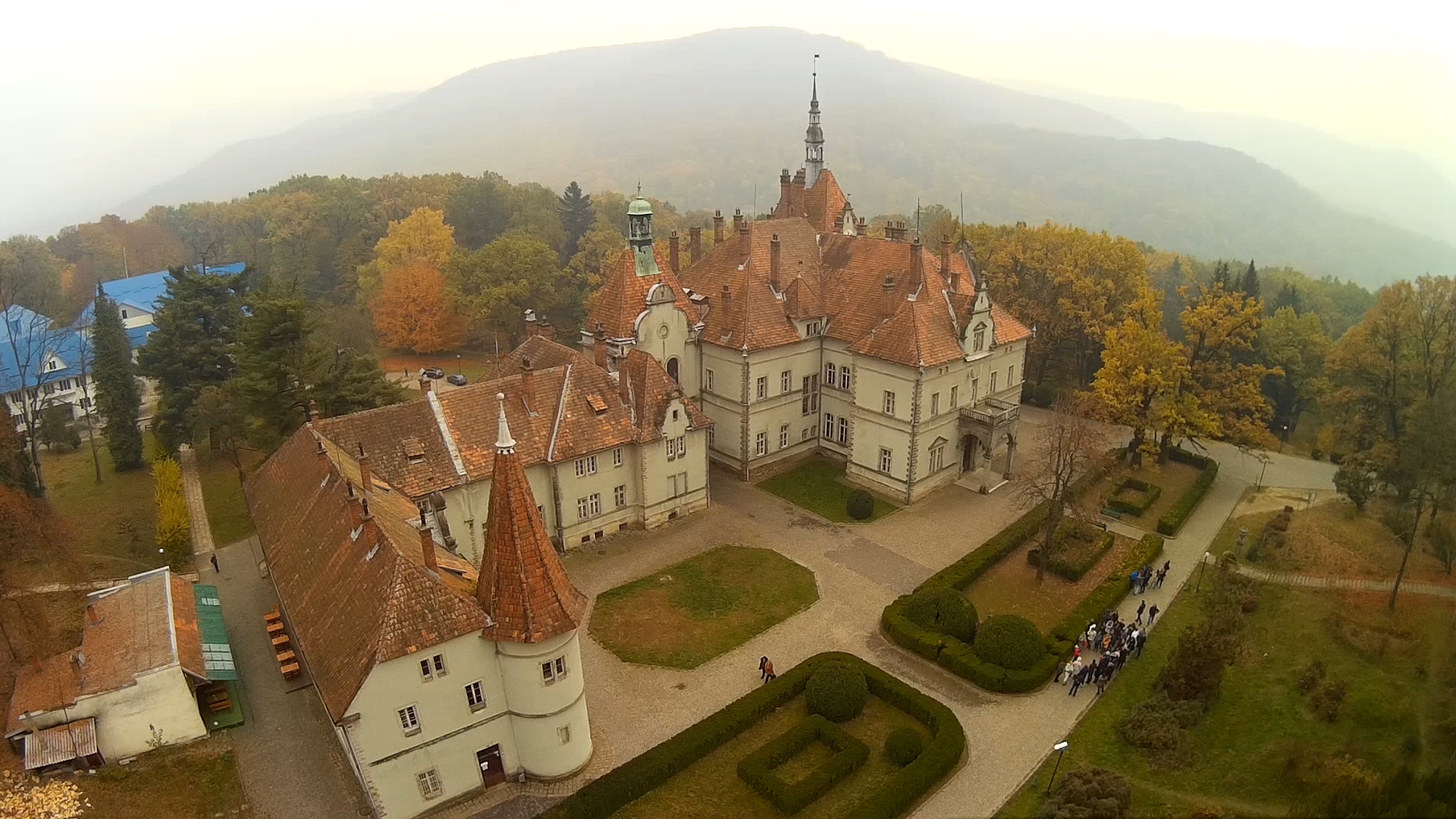
Дворец Шёнборнов с высоты птичьего полета
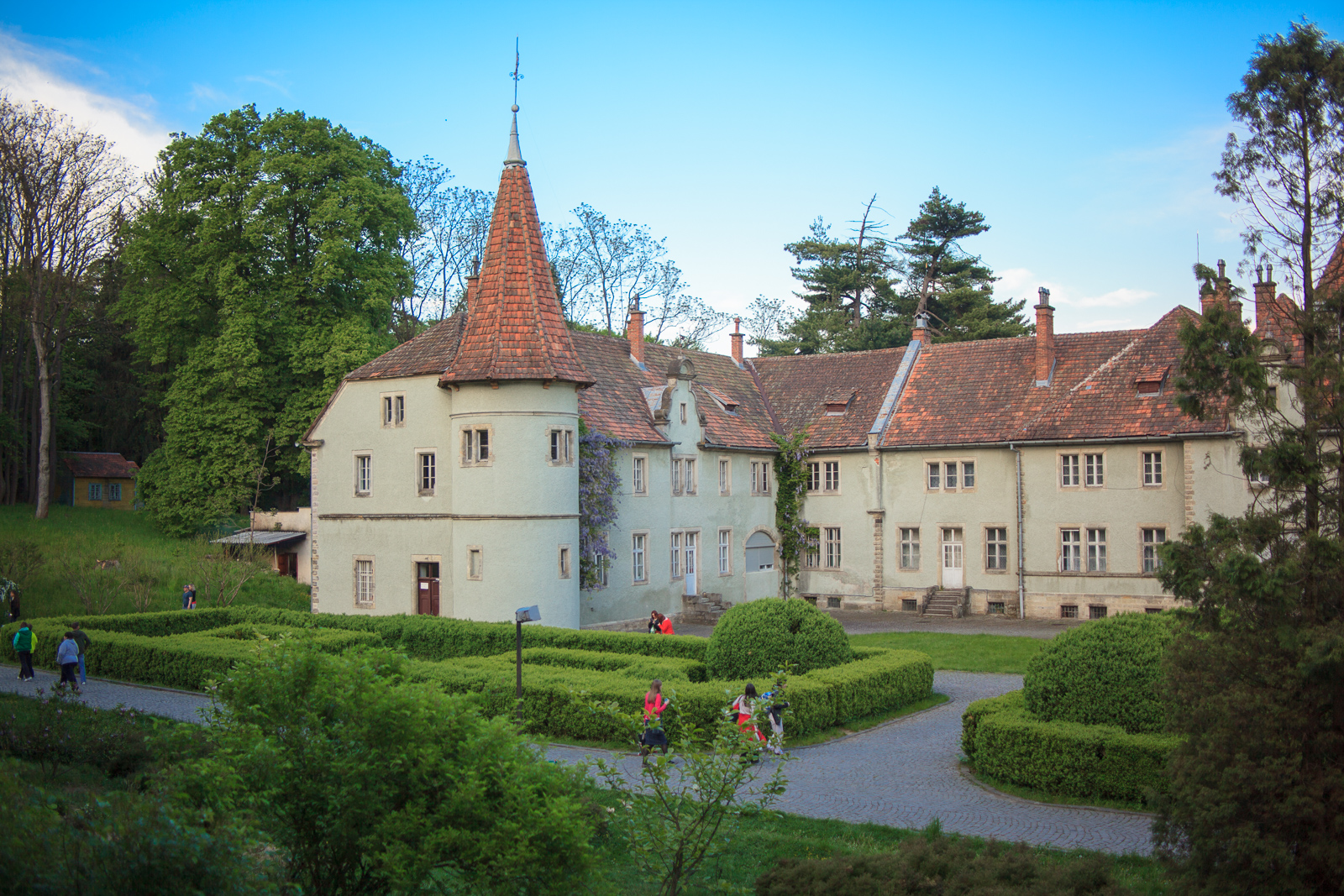
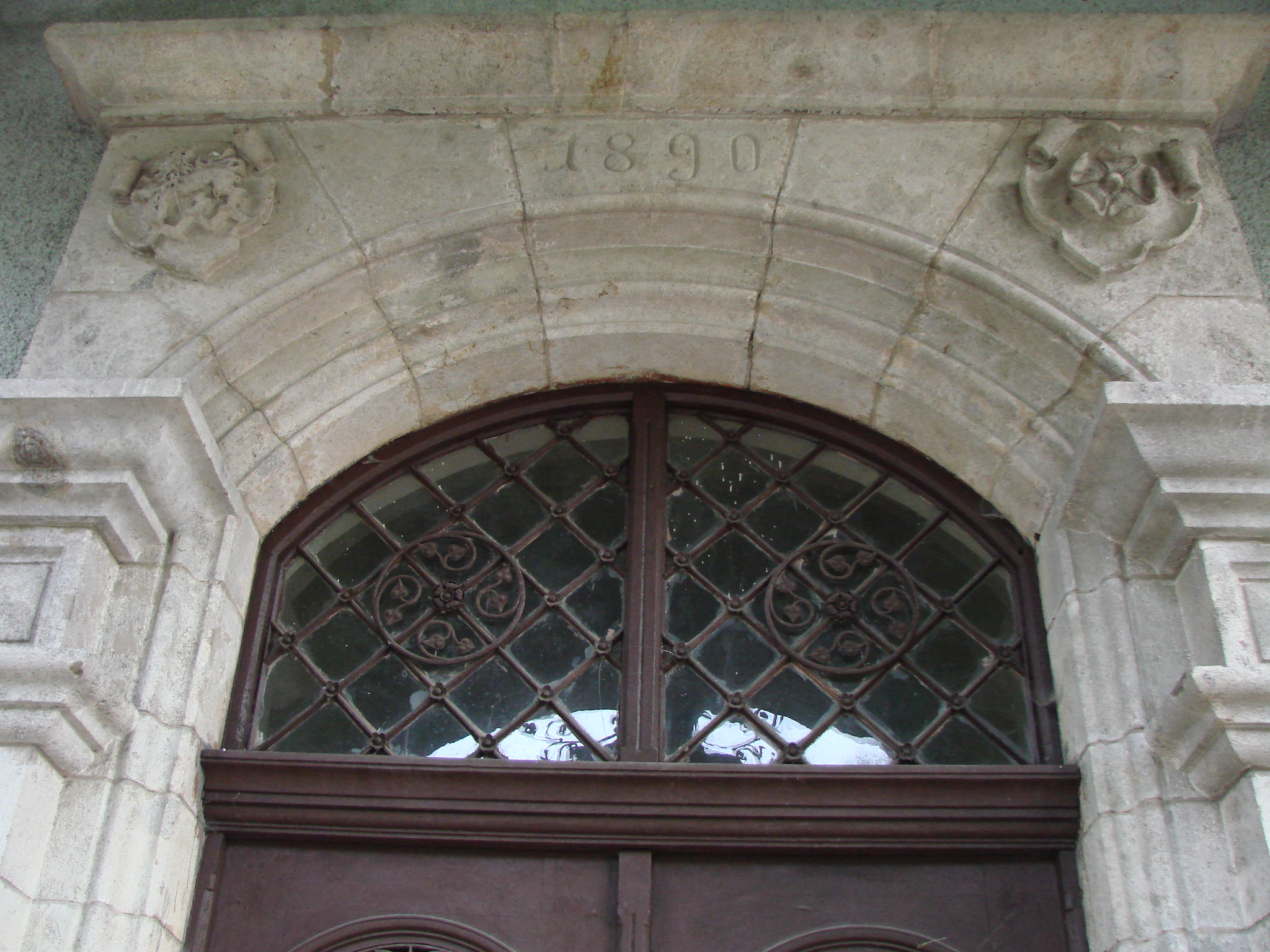
Дата строительства над одним из входов во дворец
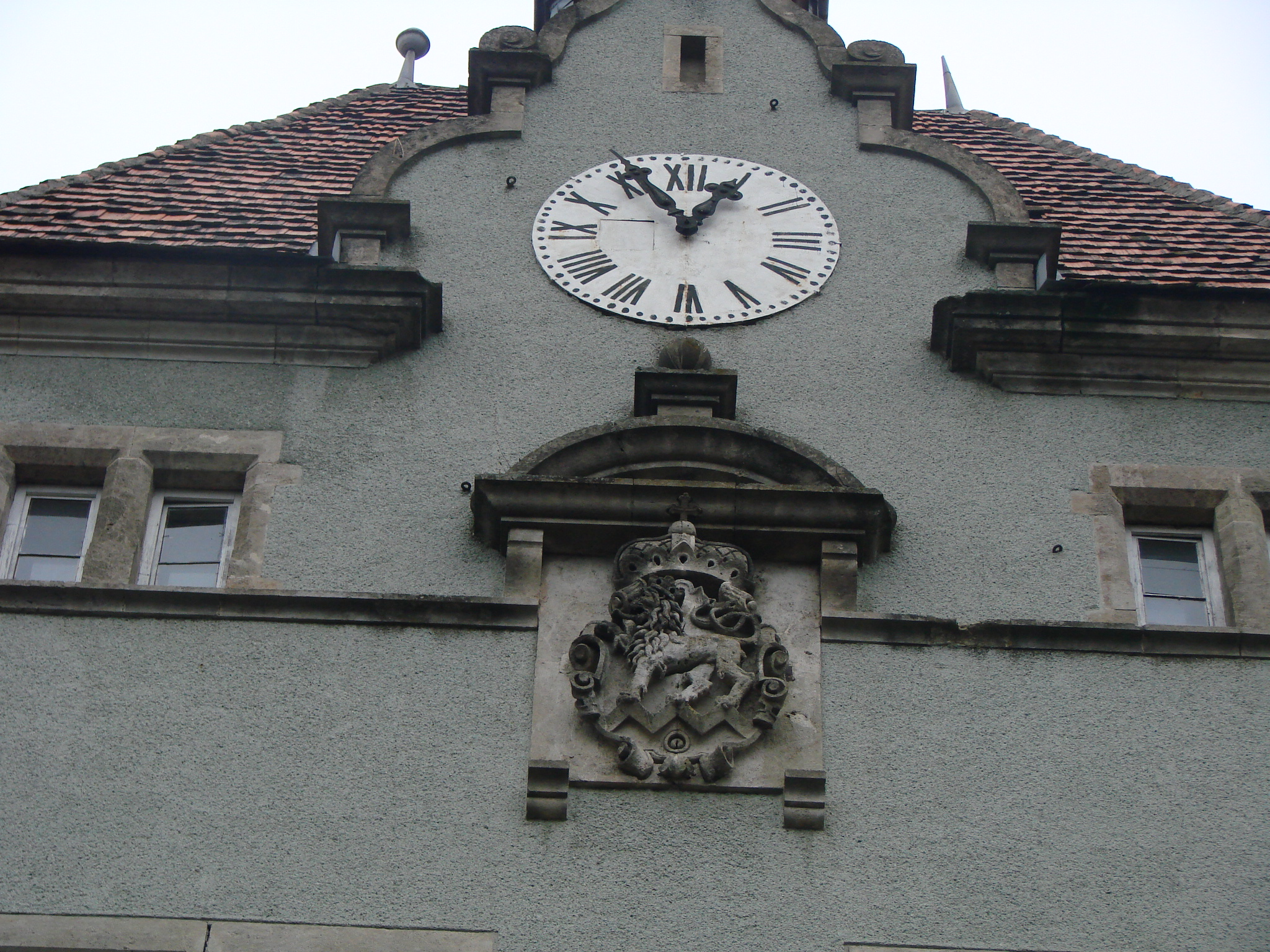
Герб Шенборнов на фасаде дворца
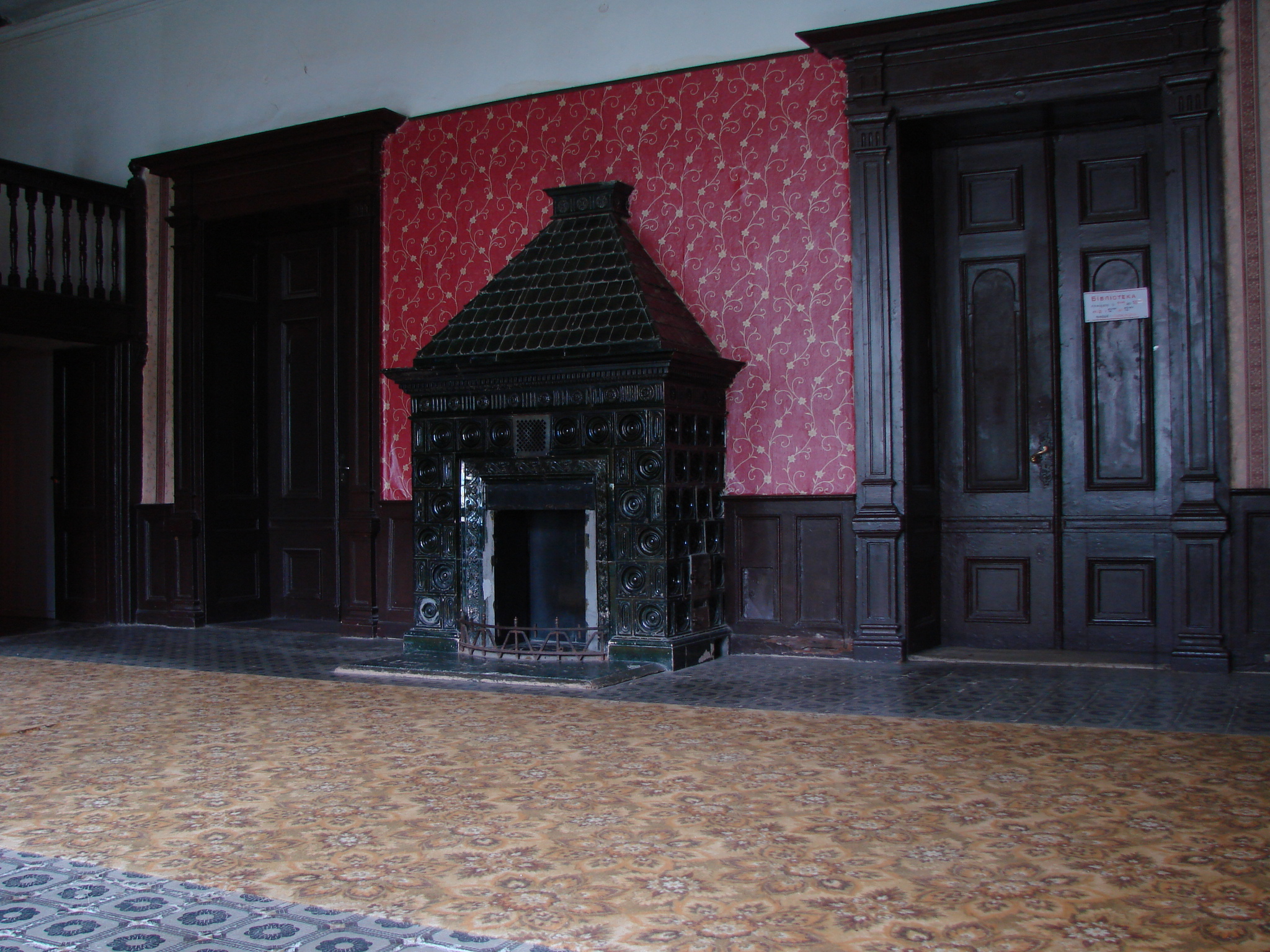
Каминный зал дворца
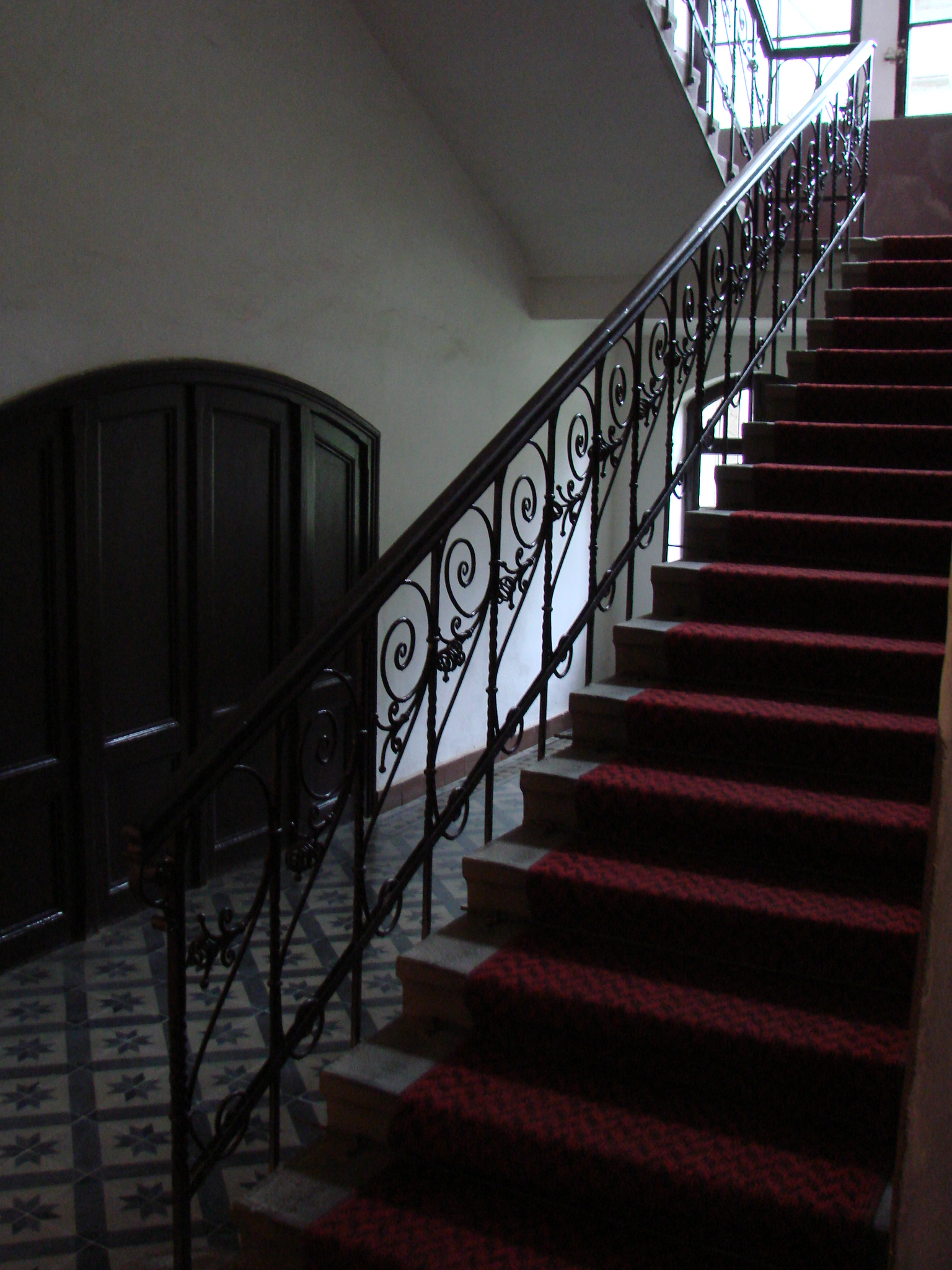
Старинные лестницы во дворце
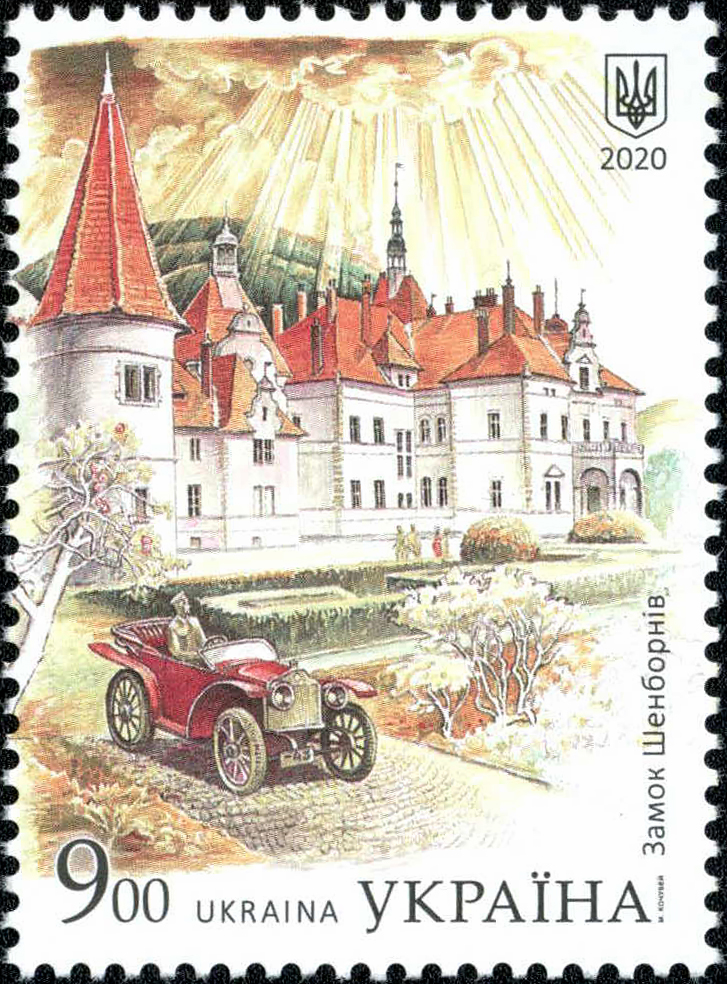
Дворец на почтовой марке Украины 2020 год